# Lilli Carati

Lilli Carati (1979)

Lilli Carati, eigentlich Ileana Caravati, (* 23. September 1956 in Varese, Lombardei; † 21. Oktober 2014 in Besano, Lombardei) war eine italienische Filmschauspielerin und Pornodarstellerin.

## Leben

### Ausbildung und Karriereanfänge
Carati wurde als Ileana Caravati geboren und stammte aus einer Kaufmannsfamilie. Sie begann ihre künstlerische Laufbahn im Bereich Mode, besuchte eine Schule für Mannequins und war anschließend in Mailand als Fashion- und als Fotomodell tätig. Bei der Miss-Italia-Wahl 1974 in Reggio Calabria erreichte sie den zweiten Platz und gewann den Titel der „Miss Eleganza“. Daraufhin wurde sie vom Filmproduzenten Franco Cristaldi, der Jury-Mitglied bei der Wahl zur Miss Italia gewesen war, als Schauspielerin für seine Produktionsfirma Vides Cinematografica unter Vertrag genommen.

### Sex- und Pornofilme
Carati wirkte im Verlauf ihrer Karriere in Filmen der unterschiedlichsten Filmgenres mit, unter anderem in Filmkomödien, Melodramen, Kriminalfilmen, bis hin zu Exploitationfilmen. Bekannt wurde sie jedoch vor allem durch ihre Mitwirkung in zahlreichen Sexkomödien und Softsex-Filmen in den 1970er und 1980er Jahren.
1975 gab sie ihr Filmdebüt mit einem winzigen Auftritt in der Komödie Di che segno sei?. Ihre erste Hauptrolle hatte sie 1976 in der Sexkomödie La professoressa di scienze naturali von Michele Massimo Tarantini. Carati spielte die Aushilfslehrerin Stefania Marini, die Naturwissenschaften unterrichtet. Ihr Schüler Andrea (gespielt von Marco Gelardini) wird bald ihr Liebhaber, der Arzt Baron Cacciapuopolo (Michele Gammino) ihr Verehrer. Am Ende des Films heiratet sie den Baron und behält Andrea als Liebhaber. Ihr nächster „Schul-Film“ war Süße Sechzehn – Sweet Sixteen (1977) unter der Regie von Mariano Laurenti. Carati verkörperte das wohlhabende Schulmädchen Simona Girardi, das von einem Liebhaber namens Mario (dargestellt von Antonio Melidoni) verfolgt wird. An Caratis Seite trat in beiden Filmen der italienische Komiker Alvaro Vitali auf, der regelmäßig in „Schul-Filmen“ mitwirkte.
Im Sex-Drama Ein Mann für eine Nacht (1978) von Claudio de Molinis spielte sie die junge Studentin Charlotte, die sich, nach anfänglicher Gefühlsverwirrung, in Carlo (verkörpert von Mircha Carven), den Liebhaber ihrer Stiefmutter, verliebt, der als Darsteller in Live-Sexshows arbeitet. Schließlich findet sie heraus, dass diese Ménage-à-trois mit dem Einverständnis ihres Vaters geschieht, und beschließt ihre Verbindung zu Carlo fortzuführen. Ihren größten Erfolg im Erotikfilm hatte sie 1978 in der Sexkomödie Oben ohne, unten Jeans von Fernando Di Leo. Der Film erzählt die Geschichte zweier attraktiver junger Mädchen, die sich als Anhalterinnen auf den Weg nach Rom machen, dort in eine Hippie-Kommune einziehen, freie Liebe praktizieren und bald in die Prostitution und in kriminelle Machenschaften hineingeraten. Der Film erreichte später Kult-Status und wurde 2004 unter anderem bei den Filmfestspielen von Venedig gezeigt. Caratis Partnerin in diesem Film war Gloria Guida (als Lia), eine bekannte Darstellerin der 1970er Jahre. Der Film enthält auch eine kurze lesbische Sex-Szene zwischen den beiden Darstellerinnen. In der Komödie Il corpo della ragassa (1979), einer im Italien der 1950er Jahre angesiedelten Abwandlung des Pygmalion-Stoffes, spielte Carati das junge, vom Lande kommende Dienstmädchen Teresa Aguzzi, das von ihrem Dienstherrn Ulderico Quario (dargestellt durch Enrico Maria Salerno) in die Kunst der erotischen Verführung eingeweiht wird. Il corpo della ragassa gilt als Caratis wohl bekanntester Film. Mit dem Regisseur des Films, Pasquale Festa Campanile, hatte sie Ende der 1970er bis Anfang der 1980er Jahre eine Liebesbeziehung.
Anfang der 1980er Jahre kam Caratis Filmkarriere vorübergehend zum Stillstand. 1981 erlitt sie bei Arona einen schweren Autounfall und zog sich Verletzungen an Kniescheibe und Schulter zu. Zahlreiche Fotostrecken, beispielsweise für die Sex-Magazine Playmen und Blitz, sicherten ihr jedoch weiterhin Popularität. Ihr Wiedereinstieg in das Filmgeschäft war ein Kurzauftritt als Stripperin in dem Filmdrama Dolce Vita…nicht mit uns (1984).
1984 lernte sie über ihre Freundin Jenny Tamburi den italienischen Sexfilm-Regisseur Joe D’Amato kennen. Sie spielte in insgesamt vier D'Amato-Filmen, darunter Sklavin für einen Sommer (1985) und Die Lust (1985), die beide im Italien der 1930er Jahre spielen. In beiden Filmen war Laura Gemser ihre Partnerin. Es folgten, ebenfalls für D'Amato, Lussuria (1986), in der Carati das Objekt der sexuellen Phantasien eines stummen jungen Mannes ist, der seit dem tragischen Tod seiner Mutter nicht mehr spricht, und Skandalöse Emanuelle – Die Lust am Zuschauen (1986). In den Jahren 1987 und 1988 wirkte sie, unter der Regie von Giorgio Grand, auch in vier Hardcore-Filmen mit, in denen neben anderen der am Beginn seiner Karriere stehende italienische Porno-Star Rocco Siffredi ihr Partner war. Carati führte in diesen Filmen Oralsex durch und praktizierte auch Vaginalverkehr, an Analsex-Szenen nahm sie dagegen im Verlauf ihrer Porno-Karriere niemals teil. 1989 spielte sie im US-amerikanischen Pornofilm The Whore unter der Regie von Alex de Renzy und Henri Pachard die Rolle der Gina. Sie verkörperte darin in einer Nebenrolle eine aus Palermo stammende Mordzeugin.

### Weitere Filme
1976 war sie als Geliebte Vanessa in dem Polizeifilm Hippi Nico von der Kripo an der Seite von Tomás Milián und Robert Webber zu sehen. 1978 hatte sie einen Cameo-Auftritt in Lina Wertmüllers Film In einer Regennacht. 1980 war sie an der Seite von Adriano Celentano in der Filmkomödie Don Tango – Hochwürden mit der kessen Sohle zu sehen.
Im Spielfilm C’è un fantasma nel mio letto (1980), einer italienisch-spanischen Koproduktion unter der Regie von Claudio de Molini, spielte Carati die frisch verheiratete Ehefrau Adelaide Fumagalli, die gemeinsam mit ihrem Ehemann Flitterwochen auf einem Schloss in Großbritannien verbringen will. Das Schloss stellt sich als Spukschloss heraus, in dem der Geist von Sir Archibald umgeht, einem Edelmann aus dem 17. Jahrhundert, der die junge Ehefrau verführen will. Die Rolle des Sir Archibald übernahm der italienische Kino-Veteran Renzo Montagnani, der auch Teresas Vater in Il corpo della ragassa (1979) gespielt hatte. Im Spielfilm Il marito in vacanza (1981) von Alessandro und Mario Lucidi drehte Carati erneut an der Seite von Renzo Montagnani. Montagnani spielte darin einen Professor, der versucht, seine schöne Kollegin Lucia Coradini (Carati) zu verführen.

## Späteres Leben
The Whore blieb Caratis letzter Pornofilm und ihre letzte Filmrolle überhaupt. Sie hatte ursprünglich einen Vertrag für drei Pornofilme in den Vereinigten Staaten unterschrieben, kehrte jedoch nach Beendigung der Dreharbeiten nach Italien zurück und erfüllte ihren Vertrag nicht weiter. Ab 1990 zog sie sich weitgehend aus der Öffentlichkeit zurück.
Ende der 1970er bzw. Anfang der 1980er Jahre war Carati mit harten Drogen in Kontakt gekommen. Sie konsumierte regelmäßig Heroin und Kokain. Im Mai 1988 wurde Carati bei einer Polizeikontrolle von Carabinieri angehalten. Sie war im Besitz von vier Gramm Heroin, die sie in ihrem Slip hatte verstecken wollen. Sie kam daraufhin in Untersuchungshaft. Im Mai 1988 unternahm sie dort einen Selbstmordversuch. Ein weiterer folgte im Mai 1989. Infolge von Depressionen aufgrund ihres gescheiterten Drogenentzugs stürzte sie sich dabei aus dem Fenster des elterlichen Schlafzimmers und erlitt drei Wirbelbrüche. 1993 wurde sie für das Drogenvergehen aus dem Jahr 1988 zu einer Bewährungsstrafe von fünf Monaten verurteilt.
Über ihren Drogenmissbrauch sprach Carati 1994 im Dokumentarfilm Lilli, una vita da eroina, der erstmals im Februar 1994 in der Reihe Storie Vere auf Rai 3 ausgestrahlt wurde. Im Juli 2008 trat sie als Gast in den italienischen Talkshows Ricominciare und Stracult auf, in denen sie ebenfalls über ihre Drogenabhängigkeit und ihre Selbstmordversuche berichtete. Ihren letzten öffentlichen Auftritt hatte Carati 2010 im Rahmen einer „Notte Bianca“ in Varese.
2012 sollte Carati nach über 20 Jahren Abstinenz vom Filmgeschäft die weibliche Hauptrolle im Thriller La fiaba di Dorian von Luigi Pastore übernehmen. Sie musste die Dreharbeiten jedoch abbrechen, da bei ihr ein Hirntumor festgestellt worden war und sie sich daraufhin mehreren Operationen und medizinischen Eingriffen unterziehen musste. Das bereits gedrehte Material wurde in den 2015 erschienenen Violent Shit des Regisseurs eingebaut.
Carati lebte in ihren letzten Lebensjahren gemeinsam mit ihrer Mutter und ihrer Schwester in Varese. Im Alter von 58 Jahren starb sie in einem Krankenhaus in Besano an den Folgen ihrer Krebserkrankung. Die Trauerfeier fand im Oktober 2014 in der Gemeinde Induno Olona statt. Auf eigenen Wunsch wurde sie per Feuerbestattung beigesetzt.

## Filmografie
- 1975: Di che segno sei?
- 1976: La professoressa di scienze naturali
- 1976: Hippi Nico von der Kripo (Squadra antifurto)
- 1977: Gangbuster (L'avvocato della mala)
- 1977: Highway Racer (Poliziotto sprint)
- 1977: Süsse Sechzehn – Sweet Sixteen (La compagna di banco)
- 1978: Habibi (Amor mio)
- 1978: In einer Regennacht (La fine del mondo nel nostro solito letto in una notte piena di pioggia)
- 1978: Ein Mann für eine Nacht (Candido erotico)
- 1978: Oben ohne, unten Jeans (Avere vent'anni)
- 1978: Im Knast der perversen Mädchen (Le evase – Storie di sesso e di violenze)
- 1979: Ich liebe dich, du kleiner Schwede! (Senza buccia)
- 1979: Il corpo della ragassa
- 1980: Don Tango – Hochwürden mit der kessen Sohle (Qua la mano)
- 1981: C'è un fantasma nel mio letto
- 1981: Buitres sobre la ciudad
- 1981: Il marito in vacanza
- 1984: Dolce Vita… nicht mit uns (Il momento magico)
- 1985: Sklavin für einen Sommer (L’alcova)
- 1986: The Pleasure – Die Lust (Il piacere)
- 1986: Lussuria
- 1986: Skandalöse Emanuelle – Die Lust am Zuschauen (Voglia di guardare)
- 1987: Lilli Carati’s dream
- 1987: Una moglie molto infedele
- 1988: Die Nymphomanin (Una ragazza molto viziosa)
- 1988: Una scatenata moglie insaziabile
- 1988: Il vizio preferito di mia moglie
- 1990: Die Hure (The Whore)
- 2015: Violent Shit: The Movie